# Samurai de Prata
O Samurai de Prata (Silver Samurai em inglês), é um personagem fictício das histórias em quadrinhos do Universo Marvel, publicado pela Marvel Comics. Sua primeira aparição foi em Daredevil #111 de Julho de 1974 e foi criado por Steve Gerber e Bob Brown.

## Biografia do personagem
Kenuichio Harada é o filho ilegítimo de Shingen Harada, antigo Oyabun do Clã Yashida (uma das mais tradicionais famílias japonesas, que acabou se envolvendo com a Yakuza, quando esteve sob o comando de Shingen), sendo meio-irmão de Mariko Yashida. Nunca tendo o reconhecimento que julgava merecer de seu pai, Kenuichio, após passar a infância e juventude sob intenso treinamento físico e intelectual, quando descobriu ser mutante se tornou um mercenário, atuando por algum tempo como guarda-costas da terrorista internacional conhecida como Víbora. Neste período, acabou confrontando-se com vários heróis, como os X-Men.
Porém, após a morte de seu pai, ele se aproximou mais do Clã Yashida, se tornando o braço direito de Mariko, que assumiu o comando da família. Junto com sua irmã, ele passou a se dedicar em limpar a honra de sua família, finalizando as antigas pendências com a Yakuza. Consequentemente, quando sua irmã é assassinada por Matsuo Tsurayaba (como forma de vingança contra Wolverine), ele acaba por se tornar o chefe do clã. Desde então, suas relações com Wolverine, que nunca fora muito amigáveis, se tornaram ainda mais tensas.
Atualmente, Kenuichio conseguiu restaurar a honra de sua família, atuando como guarda-costas pessoal do Primeiro Ministro Japonês. Com um senso de honra próprio (no qual os interesses de seu clã são sempre prioritários), ele tem uma relação ambígua com os principais heróis da Marvel, às vezes atuando como aliado, em outras se opondo a eles. Também sabe-se que, graças aos seus contatos no governo, ele possui bastantes informações sobre o passado de Wolverine.

## Poderes e habilidades
O Samurai de Prata é um mutante japonês com o poder de carregar sua katana com energia mutante (descrita como um campo de táquions) que a permite cortar qualquer substância conhecida, com exceção de Adamantium. Quando usa sua tradicional armadura samurai, (aperfeiçoada por ele mesmo), ele pode suportar uma grande quantidade de danos de várias armas e, até certo ponto, de armas de fogo. Essa armadura é branca e feita de um metal prateado parecido com adamantium, sendo sua cor a origem de seu nome. Além disso, Kenuichio é treinado em diversas modalidades de artes marciais, tendo o estilo de vida de um verdadeiro samurai.

## Em outras mídias
- Na animação Wolverine e os X-Men, o Samurai de Prata é a grande ameaça do episódio 17 da 1° temporada.
- O filme Wolverine - Imortal, de 2013, tem um personagem que é uma combinação do Samurai de Prata com o vilão Ogun, Ichirō Yashida (interpretado por Haruhiko Yamanouchi como idoso e Ken Yamamura jovem), um bilionário que eventualmente usa uma armadura samurai de Adamantium.